# Нейтральная вставка
Нейтральная вставка — участок контактной сети без электрического напряжения, предназначенный для электрической изоляции её участков под напряжением друг от друга или от габаритных сооружений с обеспечением беспрепятственного движения токоприёмника подвижного состава между ними. Применяются главным образом на железнодорожном транспорте и, как правило, оборудуется в контактной сети переменного тока на стыке участков с разными фазами А и Б либо на стыке участков с разным типом электрификации, а также под низкими сооружениями (мостами, порталами тоннелей), габарит которых не позволяет разместить контактный провод под напряжением на безопасном расстоянии от сооружения и подвижного состава, исключающем электрический пробой.

## Устройство и основные опасности при прохождении нейтральных вставок
По устройству нейтральные вставки бывают пяти- и семипролётные.
Нейтральная вставка состоит из двух изолирующих сопряжений и отрезка контактной подвески, состоящей из одного (при электровозной тяге) или трёх пролётов (при моторвагонной тяге), которые находятся под нулевым потенциалом, то есть не имеют напряжения.
При проходе электрическим подвижным составом (ЭПС) недопустимо замыкание токоприёмниками проводов контактных подвесок обеих фаз (А и Б), так как это приведет к межфазному замыканию и аварии, поэтому нейтральную вставку делают такой длины, чтобы ЭПС проехал её без замыкания обеих секций при любом сочетании токоприемников, имеющих параллельную связь. При использовании только электровозной тяги длина нейтрального провода (вставки) составляет 80-120 м, а при использовании моторвагонной тяги — как правило 200 м между переходными опорами (зависит от длины электропоездов).
ЭПС проходит нейтральную вставку по инерции, с отключением тока, или с опущенными токоприёмниками.
По ПТЭ проход нейтральной вставки должен быть с опущенными токоприёмниками, так как в это время может возникнуть короткое замыкание, которое бросится через полоз токоприемника на нейтральный провод даже при отключенном токе на ЭПС, а при опущенных токоприёмниках оно пробьёт искровой промежуток в роговых разрядниках и ОПН отведёт опасный ток от контактной подвески.
При отключенном токе на ЭПС нагрузочный ток, питающий генераторы, исчезает и при проходе между двумя анкерными участками нейтральной вставки и вызывает незначительную искру, вызванную незначительным током между токоприемником и проводом нейтральной вставки.
Нейтральную вставку запрещено проходить под нагрузкой, так как при этом переменный ток порядка 300—600 А или, что ещё больше, постоянный ток — 3000 А образуют дугу между контактным проводом одной секции и контактным проводом нейтральной секции (вставки), которая по закону Джоуля-Ленца образует сильный нагрев у проводов, зашунтированных полозом токоприемника, что приведет к обрыву и аварийной ситуации, которая может привести к пожару на ЭПС, а также перебрасыванию дуги на провода соседней контактной подвески соседнего пути.
Несмотря на это, нейтральную вставку все-таки можно защитить от подобного явления. Для этого на изолирующем сопряжении или на самой нейтральной вставке в месте отрыва токоприемника от контактного провода, идущего на анкеровку, монтируют устройство, предотвращающее возникновение дуги.
Конструкция такой защиты состоит из стальных пластин (полос) специального профиля длиной 0,6 м, площадью сечения 25×4 мм, крепёжных деталей, а также изолированных струн и полимерных труб для изоляции несущего троса. Пластины устанавливаются в месте возможного отрыва токоприёмника от сходящей ветви с обеих сторон каждого контактного провода и соединяются между собой болтами.
Общая длина защитной полосы составляет 9 метров: 2-3 метра до зоны отрыва, 6-7 метров после зоны отрыва. Во избежание усиленного износа в местах нахождения защитных полос (в месте подхвата) контактные провода приподнимают на 20-30 мм по отношению к следующему пролёту. Опыт показывает, что дуга далее 6-7 м от зоны отрыва не вытягивается, поэтому от применения полимерных труб для дополнительной изоляции можно отказаться.
На несущий трос при конструктивной высоте подвески до 2 м в переходном пролёте сопряжения накладывают изоляцию длиной около 10-15 м. При конструктивной высоте контактной подвески более 2 м наложение изолирующего покрытия на несущий трос не требуется.